# Schwarzfleckiger Grashüpfer

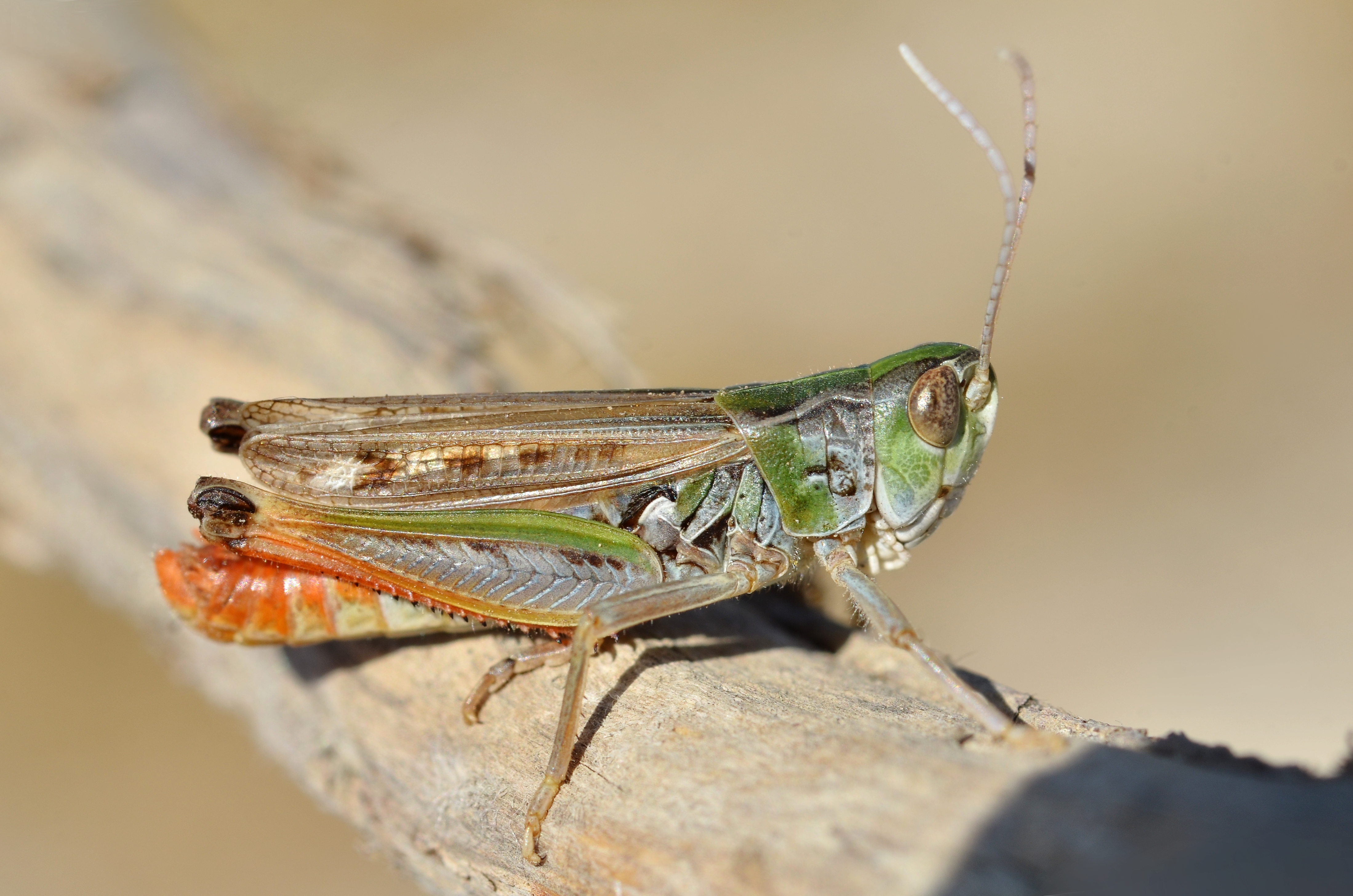
Männchen

Der Schwarzfleckige Grashüpfer oder Schwarzfleckige Heidegrashüpfer (Stenobothrus nigromaculatus) ist eine Kurzfühlerschrecke aus der Familie der Feldheuschrecken (Acrididae). Die wärmeliebende und auf zu hohe Feuchtigkeit empfindlich reagierende Art ist in Europa und Asien beheimatet. Sie ist auf Grund des zunehmenden Verlustes ihrer Lebensräume in Mitteleuropa stark gefährdet und vielerorts bereits verschwunden.

## Merkmale
Die Tiere werden 13 bis 18 Millimeter (Männchen) bzw. 18 bis 25 Millimeter (Weibchen) lang und sind damit geringfügig kleiner als der ähnliche Heidegrashüpfer (Stenobothrus lineatus). Sie haben eine grüne, manchmal auch graue oder hellbraune Grundfarbe. Beide Geschlechter haben orangerote Hinterschienen (Tibien), beim Männchen ist auch das Hinterleibsende häufig orangerot gefärbt. Der Halsschild der Männchen trägt feine helle Linien entlang der Seitenkiele, bei den Weibchen sind diese breit. Die Flügel sind braun. Weibchen haben deutlich verkürzte Flügel, die nicht das Hinterleibsende erreichen. Ihre Flügel sind deutlich schmäler als die Schenkel (Femora) der Hinterbeine. Männchen haben nur etwas verkürzte Flügel, die etwa gleich breit wie die Hinterschenkel sind und knapp vor den Knien der Hinterbeine enden. Anders als beim Heidegrashüpfer ist das Medialfeld der Flügel viel schmaler und merklich mehr als der halbe Flügel lang, die Flügel tragen keinen weißen Fleck und die Flügelspitzen sind zugespitzt. Innerhalb des Medialfeldes verlaufen regelmäßige Queradern und befinden sich braunschwarze Würfelflecken, die beim Weibchen kontrastreicher sind als beim Männchen. Diesen Flecken verdankt die Art ihren deutschen Namen. Bei den Weibchen verläuft am Vorderrand und der Kante des Flügels eine weiße Linie. Die Männchen lassen sich von den Weibchen gut durch ihre weißen Taster und die langen, hellgrauen Fühler unterscheiden, die zur Spitze hin gekrümmt sind.

## Vorkommen und Lebensraum
Der Schwarzfleckige Grashüpfer, der seinen Ursprung in Sibirien hat, ist in Europa und Asien verbreitet. In Europa kommt er lokal in Deutschland, Frankreich, Spanien, Portugal, Italien (in den Alpen und am Apennin), Tschechien, Polen, in der Schweiz, Österreich, in den Staaten des ehemaligen Jugoslawiens, Rumänien, Bulgarien und dem Norden Griechenlands vor. Weiter östlich erstreckt sich das Vorkommen über Kleinasien und den Kaukasus nach Sibirien. In Deutschland kommt die Art bevorzugt in Höhen zwischen 250 und 900 Metern vor, sie wurde aber auch im Allgäu bis in eine Höhe von fast 1500 Metern gefunden. Die nördlichste Verbreitungsgrenze ist im Bundesland Hessen. In Österreich ist sie aus dem Burgenland zwischen 150 und 200 Metern nachgewiesen, in den Südalpen findet man die Art in Höhen von 1600 und 2000 Metern. In der Schweiz tritt die Art in Höhen zwischen 500 und 2270 Metern auf.
Der Grashüpfer kommt an sehr temperaturbegünstigten und trockenen, schwach bewachsenen Bereichen, bevorzugt mit flachem Grund, vor. Häufig findet man die Art auf Wärmeinseln. Sie besiedelt etwa felsigen Trockenrasen, steppenartige Schotterflächen und Dünengebiete. In höheren Lagen findet man sie beispielsweise auf Viehweiden, Besenginster-Heiden und Rasen an Südhängen. Auf zu hohe Feuchtigkeit reagieren sie empfindlich.

## Lebensweise
Wie die meisten Feldheuschrecken ernährt sich der Schwarzfleckige Grashüpfer von Süßgräsern. Die Tiere können nur schlecht und unbeholfen klettern und halten sich häufig am Boden auf. Sie springen mit einem steilen Absprungwinkel und laufen bei Störung nach dem Sprung in der Vegetation am Boden weiter. Männchen sind aktiver als Weibchen. Wird es kühler bzw. nachts verstecken sie sich in der dichten Vegetation. Am Tag findet man die Tiere an offenen, sonnenbeschienenen Stellen, wo sie abends solange verweilen, wie dort die Temperaturen noch günstig sind.

### Gesang und Balz
Der Gesang des Schwarzfleckigen Grashüpfers ist verhältnismäßig leise. Beim gewöhnlichen Gesang wird in Abständen von ein bis zwei Sekunden ein etwa ein- bis zweisekündiger Schwirrlaut meist drei Mal wiederholt. Das Schwirren schwillt an, endet aber abrupt. Wenn zwei Männchen miteinander rivalisieren, besteht der Gesang aus etwa fünf Sekunden langen Strophen, die häufig in längeren Abständen hervorgebracht werden, wobei das eine Männchen in den Pausen des anderen singt. Der Gesang bei der Werbung um ein Weibchen ist abwechslungsreich und umfasst auch summende und tickende Laute sowie verschiedene Bewegungsmuster. Die Tiere singen nur tagsüber bei Sonnenschein. Bei Kälte, Wind und starker Beschattung stoppt sowohl das Balz- als auch das Paarungsverhalten. Bei der Balz nähert sich das Männchen seiner Partnerin auf wenige Millimeter und vibriert mit leicht erhobenen Hinterbeinen. Es werden dabei minutenlang leise „zi zi“- und „dr dr“-Laute ausgestoßen, gelegentlich werden auch die Flügel kurz geschlagen. Danach hebt das Männchen plötzlich seine Hinterschenkel, stößt zunächst ein scharfes „dsch“, anschließend ein schwirrendes „drrrrsch“ aus. Dieser Schwirrlaut ähnelt dem gewöhnlichen Gesang, ist jedoch kräftiger und langanhaltender. Die Abfolge dieser beiden Laute wird zwei bis mehrmals wiederholt, im Anschluss daran beginnt der Gesang wieder bei der Einleitung. Die Paarungsversuche durch Anspringen werden mit heftigen „drsch“-Lauten begleitet.

### Entwicklung
Die Weibchen legen ihre Eier in den Boden ab. Die Larven leben an windgeschützten Stellen, die sich tagsüber durch die Sonne gut aufheizen. Die ersten adulten Tiere treten in Mitteleuropa bereits ab Ende Juni/Anfang Juli auf, das Maximum des Auftretens ist im Juli und August, die letzten Tiere findet man bis Mitte Oktober.

## Gefährdung und Schutz
Der Schwarzfleckige Grashüpfer ist in Mitteleuropa durch die Veränderung seiner Lebensräume stark gefährdet und vielerorts bereits verschwunden. Insbesondere die intensive Landwirtschaft und die Aufgabe von Schafweiden, die zur Verbuschung der Lebensräume führt, sind dafür verantwortlich. Die Art ist in der Roten Liste gefährdeter Arten Deutschlands als „stark gefährdet“ (Kategorie 2) eingestuft. In Österreich ist sie in der Roten Liste als „gefährdet“ (Kategorie 3) gelistet, in der Schweiz ist sie als „verletzlich“ (VU) eingestuft.
Neben der Forcierung der Hüteschäferei ist die Rodung von Heideflächen und die damit verbundene Erhöhung der Besonnungsdauer für den Erhalt der Lebensräume des Schwarzfleckigen Grashüpfers notwendig. Darüber hinaus müssen die beweideten Flächen alle zwei bis drei Jahre gemäht werden, um Altgrasbestände und Verfilzungen zu reduzieren.

## Belege